# Chuẩn Vương
Chuẩn Vương là vị vua của vương quốc Cổ Triều Tiên. Ông bị Vệ Mãn cướp ngôi và bắt đầu giai đoạn Vệ Mãn Triều Tiên của Cổ Triều Tiên.
Vệ Mãn đến Cổ Triều Tiên với vị thế là một người tị nạn từ nước Yên, và phục tùng Chuẩn Vương. Chuẩn Vương cử ông đến trấn giữa vùng biên giới phía tây bắc. Tuy nhiên, khoảng năm 194 đến 180 TCN, Vệ Mãn đã lãnh đọa một cuộc khởi nghĩa và lật đổ Chuẩn Vương, sau đó Vệ Mãn xưng vương.
Chuẩn Vương cùng tùy tùng chạy trốn bằng thuyền và lật đổ Đàn Quân và lập căn cứ tại Iksan, Jeolla Bắc, tự gọi mình là Thiên vương. Vương quốc mới của Chuẩn Vương có thể là nguồn gốc của Mã Hàn, mà về sau bị Bách Tế Ôn Tộ Vương sáp nhập.